# Långgölen (Södra Vi socken, Småland, 641472-149376)
Långgölen är en sjö i Vimmerby kommun i Småland och ingår i Motala ströms huvudavrinningsområde.